# Ku është dashuria
Ku është dashuria (på svenska: var är kärleken?) är en av den albanska sångerskan Mariza Ikonomis mest populära och framgångsrika sånger.
Ku është dashuria är skriven av Roni med musik av Kristi Popa. Med låten ställde Ikonomi för sjunde gången upp i Festivali i Këngës då hon deltog i Festivali i Këngës 45 med bidraget. Ikonomi framförde bidraget i den första semifinalen av Festivali i Këngës den 21 december 2006. Hon var efter juryns överläggning en av de blott sju artister som tog sig vidare från sin semifinal. I finalen den 23 december ställdes Ikonomi mot 15 andra meriterade artister, däribland tidigare vinnarna Albërie Hadërgjonaj (1998 med "Mirësia dhe e vërteta" och Frederik Ndoci (1989 med "Toka e diellit"). Ikonomi hade startnummer 3 i finalen, hon framförde efter Hersiana Matmuja med "Ah jetë, oh jetë" och före Arbër Arapi med "Në fund të botës". 
När juryn, bestående av 7 personer, redovisade sina röster tilldelades Ikonomis bidrag 49 poäng, varav en tolva (högsta poäng). Segern tog dock Frederik Ndoci & Aida Ndoci-Dyrrah med låten "Balada e gurit" (stenballaden) som fick 55 poäng. "Ku është dashuria" slutade på en tredjeplats, även slagen av Rosela Gjylbegus "Pa ty, pa mua" (utan dig, utan mig). Resultatet blev Ikonomis dittills näst bästa resultat då hon tidigare som bäst slutat på andra plats i tävlingen (2003 med "Mbi urë").
Vid framträdandet i festivalen ackompanjerades Ikonomi på scenen av bidragets kompositör Kristi Popa, som även sjöng med i låtens senare del.